# Budapester Orpheum
Das Budapester Orpheum, anfangs Budapester Orpheumgesellschaft, wurde 1889 von M. B. Lautzky als organisatorischem und Josef Modl als künstlerischem Leiter gegründet. Ihre Premiere hatte die Gruppe am 27. Juni 1889 im Wiener „Hotel zum Schwarzen Adler“.
Das aus Sängern und Komikern bestehende Ensemble, das von Beginn an auch kabarettartige Einakter aufführte, verfügte ab 1891 über eine eigene Spielstätte. Das Budapester Orpheum war eine so genannte „Jargonbühne“, die eine Spielart der Popularkultur pflegte, deren Charaktere großteils einem wienerischjüdischen, urbanen Milieu entstammten.
Herausragendstes Merkmal des Budapester Orpheums war die Darbietung jüdischer Jargonkomik. Dies waren unterhaltsame Lieder oder Einakter, die mit jiddisch gefärbtem Wienerisch vorgetragen wurden, was als Dialektform auch „jüdeln“ genannt wurde. Hierfür erntete das Budapester Orpheum großen Publikumszuspruch, aber vor allem von jüdischer Seite auch große Ablehnung. Häufigste Vorwürfe waren, antisemitische Vorurteile zu bestärken oder gar hervorzurufen sowie die deutsche Sprache zu verunstalten.
Prägendste Akteure des Ensembles waren in der Anfangsphase Ferdinand Grünecker und anschließend der langjährige Leiter Heinrich Eisenbach. Das Budapester Orpheum brachte zudem viele gefeierte Komiker und Kabarettisten sowie Textdichter und Komponisten hervor wie bspw. Armin Berg, Hans Moser, Max Rott, Armin Springer, Theodor Wottitz, Louis Taufstein, Robert Stolz, Konrad Scherber und Paula Walden.

## Geschichte

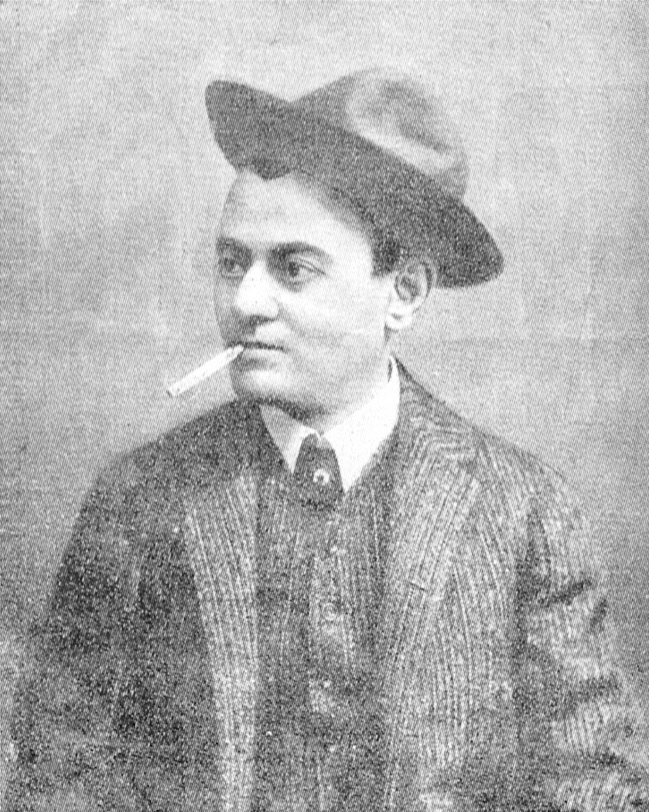
Max Rott am Budapester Orpheum.

### Gründung und Wanderjahre 1889–1891
Die Budapester Orpheumgesellschaft wurde 1889 vom Singspielhallen-Konzessionär Bernhard Lautzky ins Leben gerufen, um Ersatz für die Volkssängerin Josefine Schmer zu finden, deren Auftritte er organisierte und deren Vertrag 1889 auslief. Er wollte sich in Budapest, das damals eine blühende Kleinkunstszene – bestehend aus vielen Varietés und Kleinkunstbühnen – besaß, nach geeigneten Unterhaltungskünstlern umsehen, um mit diesen im Juli 1889 ein Gastspiel in den Wiener Etablissements durchzuführen. Bei dieser Suche stieß er auf Josef Modl, einen Kenner der Unterhaltungsszene in Budapest. Er schloss sich mit diesem zusammen, wobei Modl die künstlerische und Lautzky die organisatorische Leitung übernahm. Nachdem sie eine Truppe – bestehend aus „3 Damen und 5 Herren“ – zusammengestellt hatten und mit den Proben für den Sommer begannen, nannten sie ihr Ensemble Budapester Orpheumgesellschaft, da die Künstler aus Budapest – damals zu 40 % deutschsprachig bewohnt – stammten und die Budapester Unterhaltungsszene als „Budapester Orpheum“ – nach den Orpheen in Budapest als größeren Auftrittsstätten der Volkssänger, Komiker und Schauspieler benannt – einen guten Ruf in Wien genoss.
Am 27. Juni 1889 absolvierte die Budapester Orpheumgesellschaft ihren ersten Auftritt im Hotel zum Schwarzen Adler in der Taborstraße 11 in der Leopoldstadt. Das achtköpfige Ensemble bestand aus den Sängerinnen Louise und Anna Württemberg sowie Ilona Kovác, den Tanz- und Gesangskünstlern sowie Komikern Benjamin Blaß und Max Rott (die als „Gebrüder Rott“ auftraten), dem Komiker Josef Walzl, dem Pianisten M. O. Schlesinger sowie Josef Modl selbst.
Nachdem die Vorstellungen im Juli auf großes Publikumsinteresse stießen, verlängerte die Gesellschaft ihr „Gastspiel“ in Wien um einen weiteren Monat und anschließend noch mehrere Male, bis das „Gastspiel“ schließlich bereits zwei Jahre andauerte. In dieser Zeit absolvierten viele bereits bekannte in- und ausländische Varietékünstler zwei- bis vierwöchige Gastspiele bei „den Budapestern“, wie das Ensemble bald genannt wurde. Einige davon wurden auch ins Ensemble aufgenommen. Dies waren 1889 der Girardi-Imitator Karl Baumann, der Komiker und Intermezzist (Unterhalter in den Pausen zwischen zwei Stücken) Kiß Arpad, die Sängerin Juliska Bihary, der Gesangskomiker und „Melophon-Virtuose“ Emil Skock, die Sängerin Josefine Ernauer, genannt „die fesche Pepi“, der Komiker und Mimiker Sami Neumann sowie die Sängerin Gisela Kallay. 1890 kamen die Kostüm-Soubrette Bertha Bertholdo, der Komiker Rudolf Röhrich und die Sängerinnen Mariska Banfy und Marietta Jolly hinzu.
Im selben Jahr kam es auch zur ersten großen Umgestaltung der Gesellschaft. Nachdem Ende 1889 oder Anfang 1890 bereits Josef Modl an das Etablissement Ronacher abgeworben wurde, wurde per 4. August 1890 das Ensemble stark verkleinert und neu aufgestellt. Bis auf die Gebrüder Rott blieb vom Gründungsensemble niemand mehr übrig. Die weiteren Mitglieder des nunmehr siebenköpfigen Ensembles waren die im Vorjahr aufgenommenen Kiß Arpad und Marietta Jolly sowie als Neuzugänge die Sängerinnen Malvine Billanhyi, Gizi Kallay und der Gesangskomiker A. Müller.
Das Ensemble blieb allerdings nicht lange auf sieben Mitglieder beschränkt. Am 1. September 1890 debütierte Adolf Bergmann bei den Budapestern, der dort als Autor am 8. November Eine Partie Klabrias im Café Spitzer uraufführen ließ – jenes jüdische Jargontheaterstück, dass es im gesamten deutschsprachigen Raum zu großer Berühmtheit brachte und bis 1925 insgesamt über 5.000 mal aufgeführt wurde. Weiters kamen noch im selben Jahr der Komiker und Regisseur Ferdinand Grünecker – der Mann von Marietta Jolly – die ungarische Sängerin Margit Dallos, die Duettistinnen Geschwister Waldheim, der Budapester Gesangskomiker Karl Kasnan, der Komiker und Schauspieler Karl Hornau und dessen Gattin Kathi sowie der junge Gesangskomiker Jaques Keller zu den Budapestern.
Die Bindung der Ensemblemitglieder war allerdings keine exklusive. Die meisten Mitglieder traten, wenn sie die Gelegenheit bekamen, auch außerhalb der Formation auf. Die Bindung an eine Gesellschaft brachte ihnen jedoch eine existenzielle Absicherung in einer ansonsten von Auftritt zu Auftritt lebenden Künstlerschaft. Die einzelnen Programme der Künstler – verschiedene Lieder und komische Erzählungen oder Schauspiele – waren stets nur einer von vielen Programmpunkten eines abendfüllenden Unterhaltungsprogramms.
Die Auftritte der „Budapester“ in den ersten beiden Jahren fanden in nahezu allen als Volkssängerbühnen dienenden Gaststätten Wiens statt, wobei manche regelmäßig bespielt wurden. So etwa das Hotel zum Schwarzen Adler in Leopoldstadt, das Hotel Zillinger auf der Wieden und die Gaststätte Zur Breze in Neulerchenfeld. Ab Dezember 1890 engagierte die Geschäftsführung des Hotels zum Schwarzen Adler die „Budapester“ aufgrund ihrer großen Publikumsanziehung für vier Tage in der Woche: Montag, Dienstag, Donnerstag und Sonntag sowie Feiertage. Daraus wurden ab 11. Mai 1891 tägliche Auftritte und das Hotel zur ersten festen Spielstätte der Budapester Orpheumgesellschaft.
Anfangs wurde das Ensemble als Singspielhalle Lautzky – Budapester Orpheumgesellschaft angekündigt. Bald wurde die Truppe jedoch nur noch „Budapester Orpheum“ oder noch kürzer: „die Budapester“ genannt.

### Im Hotel „Zum Schwarzen Adler“, 1891–1896

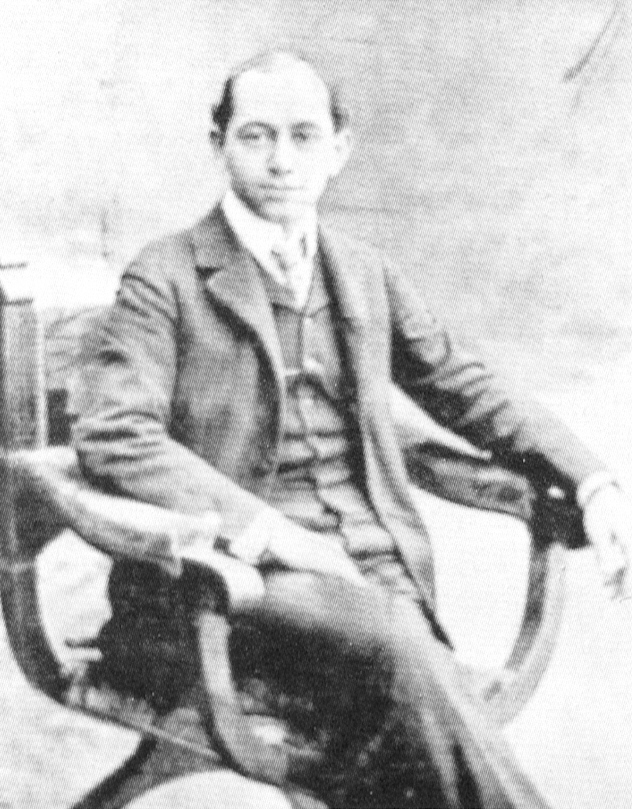
Heinrich Eisenbach am Budapester Orpheum.

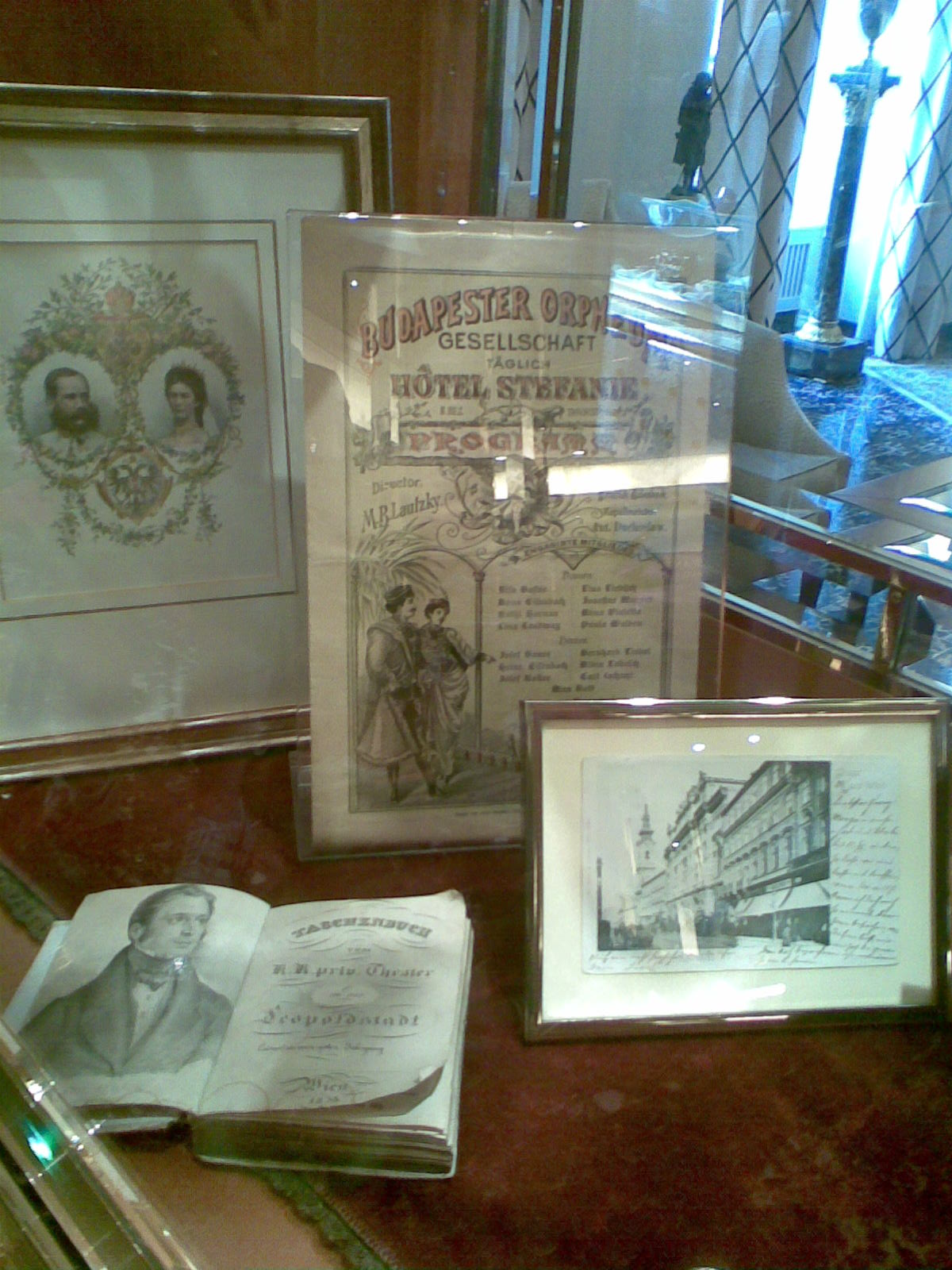
Erinnerungsgegenstände der Budapester Orpheumgesellschaft im Hotel Stefanie.

Der 11. Mai 1891 war der Anfangspunkt eines fünfjährigen Engagements der Gesellschaft am Hotel „Zum Schwarzen Adler“. Dessen Geschäftsführer, Sigmund Spitzer, wurde – neben Lautzky – zweiter Direktor der Orpheumgesellschaft. Der mittlerweile beim Publikum allseits als Regisseur und Schauspieler bekannte und beliebte Ferdinand Grünecker übernahm im selben Jahr die künstlerische Leitung der Gesellschaft. Er formte die bisher vorwiegend aus Volkssängern bestehende Gesellschaft nach und nach zu einer Jargonbühne um. Unterbrochen durch ein Gastspiel mit seiner Frau in Berlin von Ende 1892 bis Juli 1893 leitete er die Bühne bis Ende 1894. Trotz der Bindung an das Hotel gab das Ensemble nach wie vor bei Zeiten Vorstellungen in anderen Gaststätten der Stadt.
Nachdem am 11. Februar 1891 erstmals ein großer Possenabend – bestehend aus vier Einaktern – zu größtem Publikumsvergnügen abgehalten wurde, nahm das Possenrepertoire zusehends an Bedeutung zu und wurde bald zum Hauptbestandteil der Auftritte der Orpheumgesellschaft. Sie drängten die bisher vorherrschenden Solonummern und Couplets zurück.
1891 wurden erneut Veränderungen am Ensemble vorgenommen. Die Gesangs- und Tanzkomiker Gebrüder Joseffy wurden ebenso wie die Duettistinnen Malvine und Sophie Vilany aufgenommen. 1892 kamen die Sängerinnen und Sänger Ella Leopold, Anna Violetta, Alexandrine Helm, Auguste Thalberg und Franz Kuppetz, die Komiker Friedrich Singer und Wilhelm Adolfi sowie die Kostüm-Soubrette Mizzi Gizzi, die aus Danzers Orpheum abgeworben wurde, zum nun rund 20-köpfigen Ensemble hinzu.
Im Juni 1893 wurde das Abendlokal des Hotels zu einem großen Theatersaal mit Bühne ausgebaut. Das Ensemble ging währenddessen auf eine Tournee durch Österreich-Ungarn. Nach Vollendung des Umbaus wurde auch an den Eintrittspreisen eine Erhöhung vorgenommen. Statt bisher 30 bis 50 Kreuzer Eintritt kostete die billigste Karte fürs Parterre nun 40 Kreuzer, ein reservierter Sitz 60 Kreuzer, ein Logensitz einen Gulden und eine ganze Loge 5 Gulden. Das Programm kostete 10 Kreuzer. Im Vergleich zu in höheren Bevölkerungsschichten etablierten Bühnen wie etwa dem Etablissement Ronacher, wo für die billigste Karte 80 Kreuzer verlangt wurden, waren die Preise dennoch um etwa die Hälfte billiger. Bei der Wiedereröffnung am 1. Juli war auch Josef Modl, der mittlerweile im besagten „Ronacher“ Karriere machte, als Gastauftretender anwesend.
Ein entscheidendes Jahr für die Weiterentwicklung der Budapester war 1894, als neben den Sängerinnen Lilly Andersen und Alla Alberti und dem Schauspieler Josef Eskreis der Gesangskomiker Josef Bauer, der Humorist Bernhard Liebel sowie Anna und Heinrich Eisenbach als Tanz-Duettisten zum Ensemble hinzustießen.
Wie auch zuvor war die Budapester Orpheumgesellschaft durch einen regen Wechsel der zahlreichen Gastauftretenden gekennzeichnet. So wechselten alle paar Wochen die zwischen ein- und mehrwöchigen Gastspiele. Solche Gastkünstler waren 1891 für einige Wochen die „Spezialitäten Leonormand und Leonora“, die „Gedankenübertragungen“ unter Einbindung des Publikums darboten, und 1892 boten die „Elektro-Demonstrateure“ „Mr. Georges und Eveline“, die Duettisten Andy und Pepi Keßler sowie Mr. Girardo, der berühmte Komponisten sowohl charakterlich als auch musikalisch nachahmte, mehrere Gastauftritte. Für eine varietéartige Abwechslung der gesangs- und schauspieldominierten Abendprogramme sorgten 1894 die fünfjährige „Gedächtniskünstlerin“ Bertha Sandtner, Mr. A. Dawson mit seinen dressierten Hunden, der Damenkarikaturist Gaston de Brie sowie der Artist und Tänzer Rudolphe Wallno.
Einmalige Gastauftritte, nämlich zu besonderen Anlässen, boten 1892 die deutsch-ungarische Sängerin Olga Coppelia gemeinsam mit dem Gesangs-Humoristen Ferdinand Semmel sowie der Tierstimmenimitator Charley Pauly am Benefizabend des Schauspielers und Orpheumgesellschaft-Sekretärs Anton Rheders dar, und zur „Jahresbenefice“ Ferdinand Grüneckers traten neben Ensemblemitgliedern auch die Sängerin und Tänzerin des Ronachers Ferrike Horvath sowie der Verwandlungskünstler Mac Hellier auf.

### Nach 1896

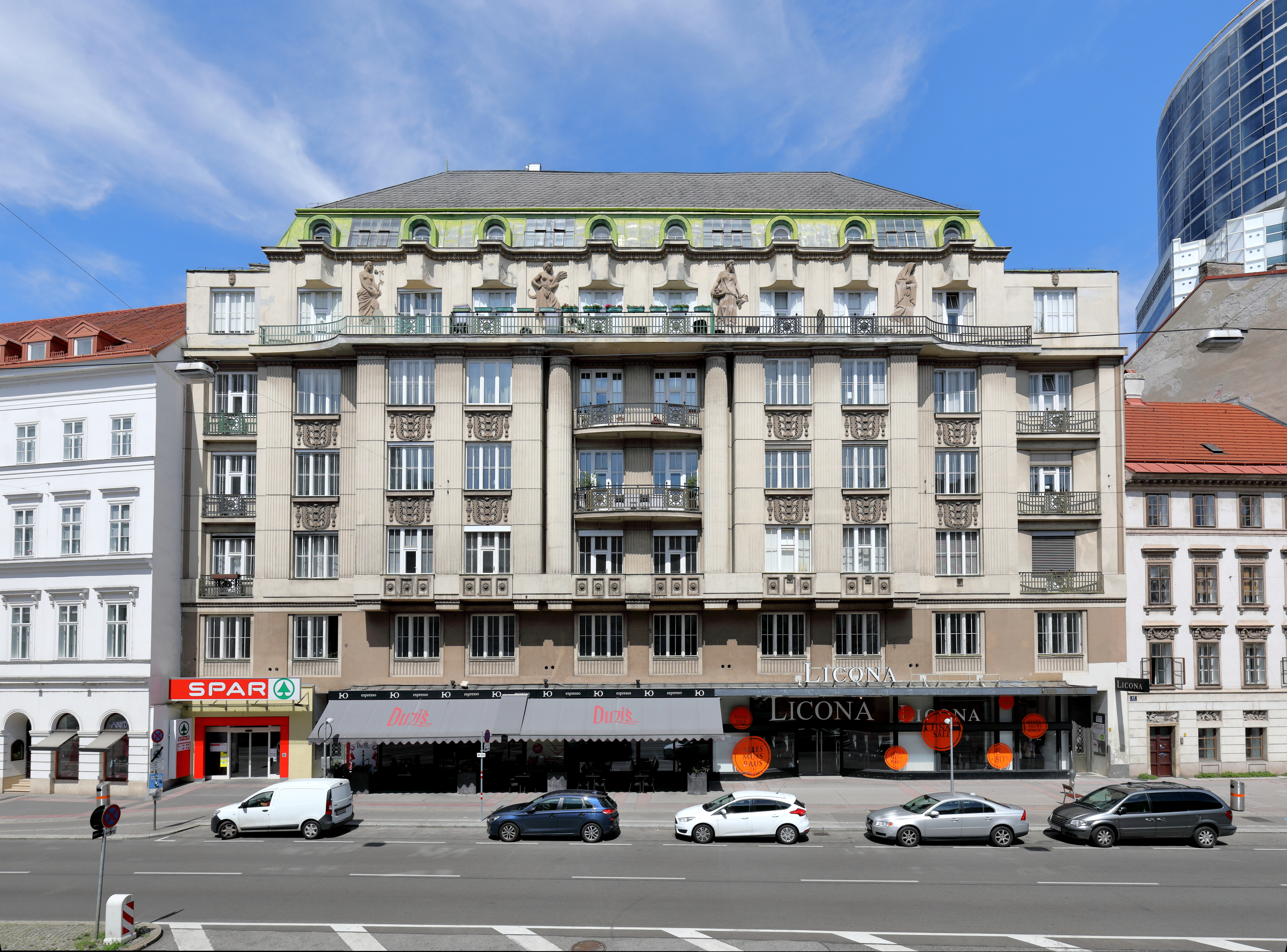
Ehemalige Spielstätte in der Praterstraße 25

1896 übersiedelte das Ensemble in das gegenüber liegende Hotel Stephanie und 1903 in das Hotel Central, ebenfalls in der Taborstraße. 1913 wurde schließlich eine eigene Aufführungsstätte in der Praterstraße 25 errichtet und als Budapester Orpheum eröffnet.
Das Max & Moritz im St. Annahof, das Eisenbachs Ensemble seit 1915 beherbergte und das ihm mittlerweile den Namen gab, war 1910 eröffnet worden. Das Max & Moritz war auch nach dem Krieg eine Bühne, die sich als jüdisch definierte, das Jüdische als Chiffre für komische Wirkungen verwendete.
Das Ensemble war in unterschiedlicher Besetzung und nach mehrfachen Namensänderungen noch bis 1938 aktiv.

## Rezeption
„das einzige reelle Theatervergnügen [...], das Wien nach Girardi heute zu bieten hat.“

„Sie hießen die Budapester, weil sie ursprünglich aus lauter Budapestern bestanden und weil das Theater, in dem sie ihre Schwänke und Soli darboten, sich ursprünglich in Budapest befand. Übrigens wurde damals, 1914, auch in Budapest jeweils einer der drei Einakter des Programms in deutscher Sprache gespielt, oder, um es vorsichtiger auszudrücken: In jenem ans Deutsche anklingende Verständigungsmittel, auf das sich der mährisch-ugrische Kulturkreis mit der Wiener Kultusgemeinde geeinigt hatte – und das vom richtigen Jiddisch, wie es im Osten der Monarchie gesprochen wurde, ebenso weit entfernt war wie vom richtigen Deutsch. Es war ein durchaus eigener, auf ganz bestimmte Landschafts- und Gesellschaftsschichten beschränkter Jargon, den man oft schon in Prag nur unter Zuhilfenahme eines Brünner Dolmetschers verstand und den man in Hietzing, ja wohl gar in den besseren israelitischen Kreisen des neunten Bezirks, nicht minder verachtete als in Lemberg oder Czernowitz (wenn auch aus anderen Gründen).“

## Premieren
In der Bestehensgeschichte der Budapester Orpheumgesellschaft erlebten zahlreiche, einaktige Possen, die zumeist von den „Hausautoren“ Josef Armin, Adolf Glinger, Louis Taufstein und Otto Taussig, aber auch anderen Ensemblemitgliedern sowie anderer Bühnenautoren stammten. Folgend eine Auswahl der Premieren, die im Rahmen einer Vorstellung des Budapester Orpheums stattgefunden haben:
- 1890: Eine Partie Klabrias im Café Spitzer (Text: Adolf Bergmann), Posse
- 1891: Der Haupttreffer (Text: Heinrich Grüne), Posse
- 1892: G’schichten aus Hernals (Text: Josef Armin), Lebensbild
- 1892: Turf’gschichten (Text: Josef Armin, Musik: M. O. Schlesinger), Komödie
- 1892: Die Einquartierung auf dem Lande (Text: Josef Armin), Posse
- 1892: Die Menschenfresser (Text: Josef Armin), Lebensbild
- 1894: Die Obersteiger (Text: Josef Philippi), Posse mit Gesang, Parodie auf Obersteiger von Karl Zeller
- 1894: Chaim Katz vom Karmeliterplatz (Text: Josef Armin), Szene aus dem Volksleben
- 1894: Die Töchter des Kapitän Brand (Text: Josef Armin), Singspiel
- 1894: Fanfani Pascha (Text: Bela Duschak), Gesangs-Burleske
- 1894: Auf hoher See (Text: Anton Groiß, Musik: G. Richter), Operette
- 1900: Der Herr Doctor (Text: Louis Taufstein), Komödie